# Karin Vach
Karin Vach (* 1966) ist eine deutsche Sprachwissenschaftlerin.

## Werdegang
Sie studierte an der Universität Gießen Lehramt an Grundschulen. An der Peter-Petersen-Schule in Köln, einer reformpädagogischen Grundschule in einem sozialen Brennpunkt, arbeitete als Klassenlehrerin und Konrektorin. Vach veröffentlichte zu  „Medien und Deutschunterricht“. U. a verarbeitete sie dabei Medienprojekte in ihrer Schule. Sie absolvierte ein Promotionsstudium an der Universität zu Köln, dass sie 2005 abschloss. 2011 erfolgte die Ernennung zur Professorin für deutsche Sprache und Literatur und ihre Didaktik an der PH Heidelberg. 2022 wurde sie zur Rektorin der Pädagogischen Hochschule Heidelberg gewählt.
Literarisches Lernen, Leseförderung sowie Kinder- und Jugendliteratur gehören zu ihren Forschungsschwerpunkten. Sie leitet das Zentrum für Kinder- und Jugendliteratur an ihrer Hochschule seit 2011. Im Jahr 2018 kam die Leitung des Zentrum für schulpraktische Studien hinzu. Vach ist Mitherausgeberin der Zeitschriften Leseräume und Grundschule Deutsch sowie der Schriftenreihe Kinder- und Jugendliteratur aktuell.

## Schriften (Auswahl)
- mit Gudrun Spitta: Bedeutende Frauen und ungewöhnliche Männer. Ein Lexikon für Schulkinder. Seelze-Velber 2001, ISBN 3-7800-2037-8.
- Medienzentrierter Deutschunterricht in der Grundschule. Konzeptualisierung, unterrichtliche Erprobung und Evaluation. Berlin 2005, ISBN 3-86596-012-X.
- mit Anja Wildemann: Deutsch unterrichten in der Grundschule. Kompetenzen fördern, Lernumgebungen gestalten. Seelze 2013, ISBN 978-3-7800-4979-7.
- mit Gabriela Scherer: Interkulturelles Lernen mit Kinderliteratur. Unterrichtsvorschläge und Praxisbeispiele. Seelze 2019, ISBN 3-7727-1304-1.